# Интервидение-1968
Конкурс песни «Интервидение 1968» стал четвёртым международным конкурсом популярной песни «Интервидение» и последним, проведённым в Чехословакии в рамках фестиваля «Интервидение — Золотой ключ». В дальнейшем международный музыкальный конкурс, возобновлённый после перерыва, проводился в Польше.
Песенный конкурс проходил 22 июня 1968 года в Карловых Варах, победителем стал Карел Готт с песней «Proč ptáci zpívají?».

## Место проведения
Международный телевизионный конкурс эстрадной песни «Интервидение — Золотой ключ» проведён в чехословацком городе Карловы Вары, совместно с международным фестивалем «Злата Прага». Это был первый конкурс, который помимо собственно «Интервидения» показывали и в рамках «Евровидения», и первый, на который, помимо исполнителей из стран-участниц Международной организации радиовещания и телевидения, позвали исполнителей из западных стран (Австрии, Бельгии, Испании, ФРГ и Швейцарии). Таким образом, фестиваль стал первым в истории общеевропейским песенным конкурсом, транслируемым по телевидению. Но дальнейшие события, связанные с «Пражской весной», приостановили развитие фестиваля, и следующий конкурс «Интервидение» состоялся только в 1977 году в польском городе Сопоте.

## Участники
В конкурсе приняли участие 14 стран: Австрия, Бельгия, Болгария, Венгрия, ГДР, Испания, Польша, Румыния, СССР, Финляндия, ФРГ, Чехословакия, Швейцария и Югославия. При этом ФРГ как представленная двумя телерадиовещательными компаниями (ARD и ZDF) направила сразу двух исполнителей.
Представительницей Советского Союза была Гюлли Чохели. 
Результаты фестиваля определяло международное жюри тайным голосованием представителей стран-участниц: занявшим первые три места артистам вручались золотой, серебряный и бронзовый ключи. Кроме того, трём исполнителям присуждены специальные премии.
Золотой ключ получил Карел Готт, представлявший Чехословакию с песней «Proč ptáci zpívají?» (незадолго до этого он занял тринадцатое место на международном фестивале «Евровидение-1968»). Серебряный ключ, как и на конкурсе «Интервидение-1967», достался представителю Югославии Вице Вукову (участник фестивалей «Евровидение-1963» и «Евровидение-1965»). Занявшая третье место испанская певица Саломе на следующий год стала победительницей в конкурсе «Евровидение-1969».
| №  | Страна                                | Исполнитель        | Песня                                  | Перевод                                   | Место              |
| -- | ------------------------------------- | ------------------ | -------------------------------------- | ----------------------------------------- | ------------------ |
| 1  | Австрия                               | Джек Грунски       | «The South End of the Town»            | «Южная окраина города»                    |                    |
| 2  | Бельгия                               | Поль Лука          | «Lily»                                 | «Лили»                                    | Специальная премия |
| 3  | Народная Республика Болгария          | Георги Минчев      | «Бяла тишина»                          | «Белая тишина»                            |                    |
| 4  | Венгерская Народная Республика        | Журж Корда         | «Bocsánat, hogyha kérdem»              | «Прости, что спрашиваю»                   |                    |
| 5  | Германская Демократическая Республика | Розмари Амбе       | «Es fängt ja alles erst an»            | «Всё только начинается»                   |                    |
| 6  | Испания                               | Саломе             | «Pase Lo Que Pase»                     | «Что бы ни случилось»                     | 3                  |
| 7  | Польская Народная Республика          | Марыля Родович     | «Jak Cię miły zatrzymać»               | «Как тебя, милый, удержать»               |                    |
| 8  | Социалистическая Республика Румыния   | Аурелиан Андрееску | «Sa to iubesc si mai mutt»             | «Любить тебя ещё больше»                  |                    |
| 9  | СССР                                  | Гюлли Чохели       | «Поздно»                               |                                           |                    |
| 10 | Финляндия                             | Ирина Милан        | «Pois kuihtuu ruusu kaunein»           | «Прекраснейшая роза увядает»              |                    |
| 11 | ФРГ (ARD)                             | Александра         | «Zigeunerjunge»                        | «Цыганёнок»                               | Специальная премия |
| 12 | ФРГ (ZDF)                             | Рекс Гилдо         | «Wer dich kennt, der muss dich lieben» | «Тот, кто знает тебя, должен любить тебя» |                    |
| 13 | Чехословакия                          | Карел Готт         | «Proč ptáci zpívají?»                  | «Почему поют птицы?»                      | 1                  |
| 14 | Швейцария                             | Паола дель Медико  | «Für alle Zeiten»                      | «Навсегда»                                | Специальная премия |
| 15 | СФР Югославия                         | Вице Вуков         | «Ako sada odeš»                        | «Если ты сейчас уйдёшь»                   | 2                  |